# Japoder

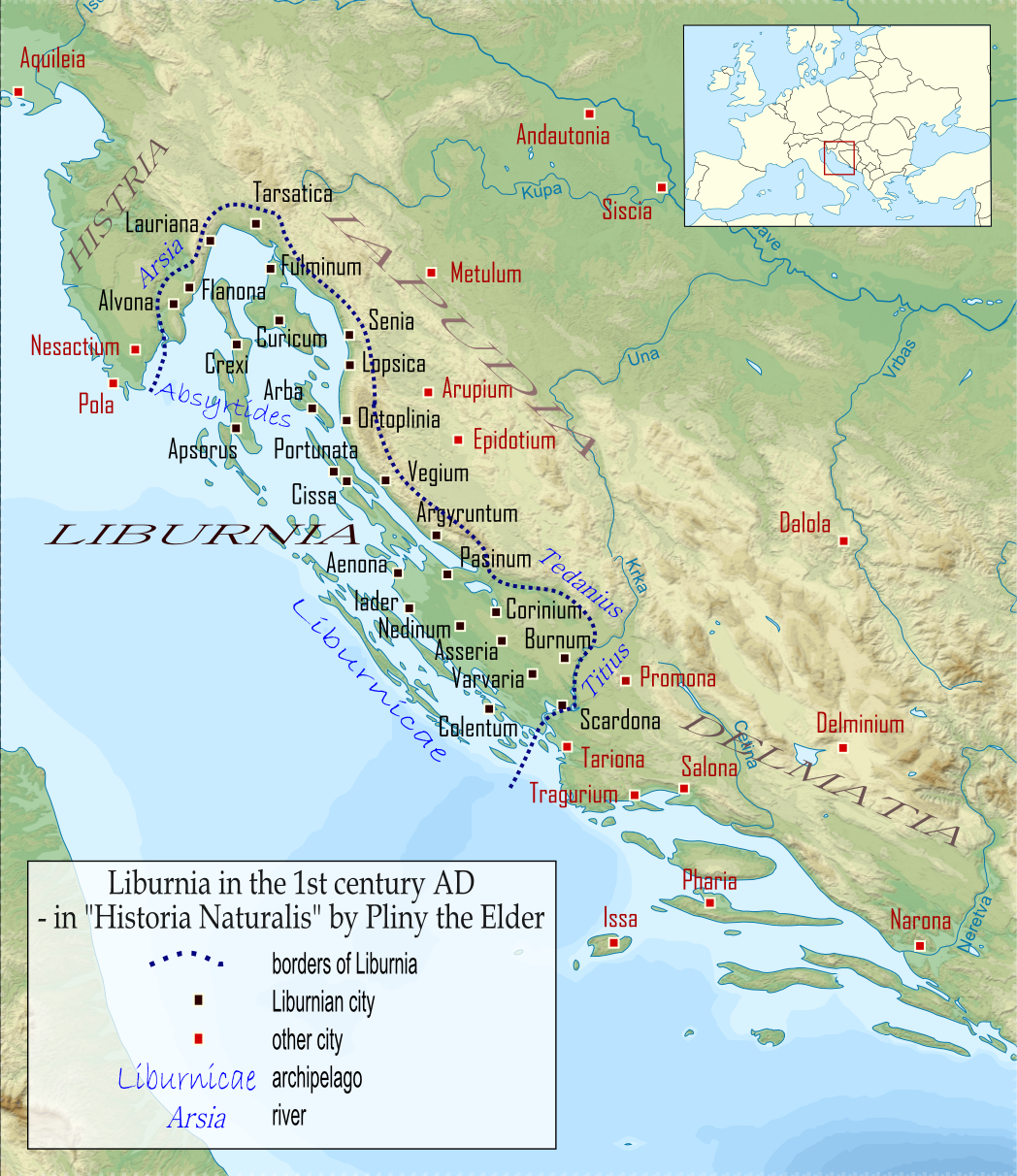
På kartan ses japodernas område mellan floderna Kupa och Una, samt staden Metulus (Metulum), som förstördes av Augustus

Japoder var ett folkslag i Illyrien under århundradena kring vår tideräknings början. Appianos berättar i sitt verk Ῥωμαικα (känt som Den romerska historien) om hur kejsar Augustus (regeringstid 27 f.Kr.– 14 e.Kr.) drog ut i fält mot stammarna i Illyrien. "De transalpinska japoderna" var en stark och vild stam som ställde till stora problem för Augustus under fälttåget. De drev tillbaka romarna två gånger under en tjugoårsperiod och plundrade den romerska kolonin Tergestus. Sedan Augustus förstört japodernas största stad Metulus och dödat en stor del av befolkningen gav japoderna upp. När Augustus hade givit sig iväg gjorde posenoi uppror, men till slut underkuvades även de.